# ゆるる
「ゆるる」は、須田景凪の楽曲。デジタル配信限定シングルとしてunBORDE（ワーナーミュージック・ジャパン）より2021年1月29日に各音楽配信サービスにてリリースされた。

## 概要
- 前作「刹那の渦」から約1ヶ月ぶりのリリースとなった。
- メジャー1stアルバム『Billow』のリリースに先立ち先行配信された。
- 同曲は、エイベックス・ピクチャーズ配給映画『名も無き世界のエンドロール』の主題歌に起用された[1]。
- 配信日と同日にミュージックビデオがYouTubeにて公開された[2]。

## 収録曲と規格
| #         | タイトル   | 作詞・作曲 | 編曲      | 時間 |
| --------- | ---------- | ---------- | --------- | ---- |
| 1.        | 「ゆるる」 | 須田景凪   | 須田景凪  | 4:07 |
| 合計時間: | 合計時間:  | 合計時間:  | 合計時間: | 4:07 |